# Аффинная геометрия
Аффи́нная геоме́трия (лат. affinis ‘родственный’) — раздел геометрии, в
котором изучаются свойства фигур, инвариантные относительно аффинных преобразований (например, отношение направленных отрезков, параллельность прямых и так далее).
Группа аффинных преобразований содержит различные подгруппы, которым соответствуют геометрии, подчинённые аффинной: эквиаффинная геометрия, центроаффинная геометрия и другие.

## История
Свойства геометрических фигур, переходящих друг в друга при аффинных преобразованиях, изучались Мёбиусом ещё в первой половине XIX века: в 1827 году вышла его книга «Барицентрическое исчисление», которая стала основополагающей в аффинной геометрии. Однако понятие «аффинная геометрия»
возникло лишь после появления в 1872 году «Эрлангенской программы» Ф. Клейна, согласно которой каждой группе преобразований отвечает своя геометрия, которая изучает свойства фигур, инвариантные относительно преобразований этой группы.